# Puy-de-Dôme
Puy-de-Dôme (63; en occitano Puèi Domat) es un departamento francés situado en la región Auvernia-Ródano-Alpes. Sus habitantes reciben el gentilicio (en francés) de Puydomois (sin circunflejo), denominación establecida en 2005 por el Consejo General del departamento.
El nombre del departamento proviene del volcán Puy de Dôme.

## Geografía
- Limita al norte con Allier, al este con Loira, al sur con Alto Loira y Cantal, y al oeste con Corrèze y Creuse.

## Demografía
| 1801    | 1831    | 1841    | 1851    | 1856    | 1861    | 1866    |
| ------- | ------- | ------- | ------- | ------- | ------- | ------- |
| 507.128 | 573.106 | 591.458 | 596.897 | 590.062 | 576.409 | 571.690 |
| 1872    | 1876    | 1881    | 1886    | 1891    | 1896    | 1901    |
| 566.463 | 570.207 | 566.064 | 570.964 | 564.266 | 555.078 | 544.194 |
| 1906    | 1911    | 1921    | 1926    | 1931    | 1936    | 1946    |
| 535.419 | 525.916 | 490.560 | 515.399 | 500.590 | 486.130 | 478.130 |
| 1954    | 1962    | 1968    | 1975    | 1982    | 1990    | 1999    |
| 481.380 | 508.928 | 547.743 | 580.033 | 594.365 | 598.213 | 604.266 |

Notas a la tabla:
- En 1847 se produjo una modificación de límites entre Anzat-le-Luguet (Puy-de-Dôme) y Leyvaux (Cantal).

Las mayores ciudades del departamento son (datos del censo de 1999):
- Clermont-Ferrand: 137.140 habitantes, 258.541 en la aglomeración
- Riom: 18.548 habitantes, 25.052 en la aglomeración
- Thiers: 13.338 habitantes, 15.281 en la aglomeración
- Issoire: 13.723 habitantes, 14.548 en la aglomeración

La aglomeración de Clermont-Ferrand comprende diecisiete municipios, entre otros Cournon-d'Auvergne (18.886 habitantes, segundo del departamento) y Chamalières (18.316 hab., cuarto del departamento).